# 帕特林齊
48°38′23″N 26°51′30″E / 48.63972°N 26.85833°E
帕特林齊（烏克蘭語：Патринці），是烏克蘭的村落，位於該國西部赫梅利尼茨基州，由 卡緬涅茨-波多利斯基區負責管轄，面積0.25平方公里，2001年人口48，人口密度每平方公里190.5人。